# Marchissy
Marchissy är en ort och  kommun i distriktet Nyon i kantonen Vaud, Schweiz. Kommunen har 510 invånare (2023).